# 中坡
中坡，原名中陂，是臺北市的一個地名，位於今信義區東部，範圍大致包括大道里、大仁里、中坡里及中行里。

## 歷史
台灣清治末期至日治前期，該地區為一街庄，稱為「中陂庄」，隸屬於大加蚋堡。該庄輪廓東與後山陂庄為鄰，南與後山庄為鄰，西邊為五分埔庄。
1901年（日治明治三十四年）11月，該庄隸屬於臺北廳，編為第五區。1906年（明治三十九年）1月，第五、六兩區合併，並改名「錫口區」。1920年（大正九年）中陂庄改制並雅化為「中坡」大字，隸屬於臺北州七星郡松山庄。1938年4月，松山庄併入州直轄臺北市。
戰後臺北市改制為省轄市。1946年2月臺北市劃分為10個區，中坡隸屬松山區，劃為中坡里。1968年7月臺北市改制為院轄市。1990年3月，臺北市各區重劃，中坡地區改屬於新成立的信義區。

## 交通
- 台北捷運  板南線 橫越中坡地區北端，境內未設站，但附近設有後山埤（五分埔商圈）站
- 興建中的  信義線東延段 橫越中坡地區中北部，設有廣慈/奉天宮站
- 省道台5線（忠孝東路五段）穿越本地區北端，為重要的平面聯外道路

## 學校
- 祐德高中（部分）
- 瑠公國中
- 福德國小（部分）

## 宗教場所
- 松山奉天宮
- 松山慈惠堂

## 民俗文化
- 中坡庄神盟會保儀大夫三靈公祖

(保生大帝.霜位相公.中壇元帥)聖誕慶典